# Moyuru ōzora
Moyuru ōzora (燃ゆる大空 ), conocida con el título en inglés The Flaming Sky, es una película japonesa en blanco y negro estrenada en Japón el 10 de mayo de 1940 y dirigida por  Yutaka Abe (2 de febrero de 1895 - 3 de enero de 1977). Protagonizada por Den Obinata, Ichiro Tsukita, Heihachiro "Henry" Okawa. Está considerada una de las películas más representativas del  cine bélico  japonés. Como su nombre indica este filme relata la historia de aviadores japoneses durante la guerra. El guion estuvo a cargo de Yasutarō Yagi basado en una historia de Komatsu Kiyamura. Fue producida por los estudios Tōhō en el contexto de una serie de películas que buscaba reforzar el espíritu nacionalista japonés.

## Contexto histórico
La Segunda Guerra Mundial estaba en curso en Europa y Japón aún no había atacado en Pearl Harbor a los Estados Unidos, país cuya población no apoyaba la entrada en la guerra; Japón había iniciado desde unos años antes un movimiento expansionista sobre el Pacífico con la invasión a Manchuria y otros territorios en China. 

## Temas
Esta cinta trata temas como la abnegación de uno mismo frente al beneficio colectivo que supone el suicidio como forma máxima de fetichismo. También se conoce a estos aviadores suicidas con el nombre de kamikaze. En la retórica bélica que mantenía Japón en esos años este largometraje es reflejo de lo que representaban los héroes. Eran aquellos que daban su vida por el país sin cuestionarse nada. Esta película también fue influencia para las películas sobre las Fuerzas Armadas estadounidenses que aparecerán tras el bombardeo a Pearl Harbor como contrapartida a la propaganda japonesa del momento.

## Reparto
- Den Obinata
- Ichiro Tsukita
- Heihachiro "Henry" Okawa
- Katsuhiko Haida
- Soji Kiyokawa
- Minoru Takada
- Kazuo Hasegawa

## Comentarios
Moyuru ōzora fue el primer filme de Japón concebido con el estilo espectacular de Hollywood y anunciado como tal. Se presentó en la publicidad con textos como "Escalofriantes combates e inflamada pasión patriótica eleva el espíritu del frente interno". Ya se habían hecho películas bélicas que reflejaban combates terrestres, pero esta película, que no utilizaba maquetas de aviones sino aviones verdaderos y secuencias de documentals, en lugar de escenas de pelea entre el barro mostraba la lucha entre las nubes, lo que transmitía una visión irreal, noble y hasta divertida. Ningún filme anterior de Japón sobre combate aéreo le es comparable. Incluso la película Kaigun bakugekitai (Naval Bomber Squadron en inglés) que Sotoji Kimura había dirigido ese año resultaba aburrida. El crítico Aoki Bonzō fue el único que consideró que el filme no se ajustaba a la idiosincrasia japonesa pero admitió que era el mejor en su tipo producido hasta entonces.